# Chu Khắc Ngọc
Chu Khắc Ngọc (tháng 1 năm 1929 – 25 tháng 3 năm 2014) là Thượng tướng Quân Giải phóng Nhân dân Trung Quốc (PLA). Ông từng giữ chức Chính ủy Tổng cục Hậu cần PLA.

## Tiểu sử
Chu Khắc Ngọc sinh tháng 1 năm 1929, người huyện Phụ Ninh, thành phố Diêm Thành, tỉnh Giang Tô. Năm 1941, ông tham gia cách mạng. Năm 1944, ông là học viên Trường Cán bộ kháng Nhật huyện Xạ Dương Tô Bắc. Năm 1945, ông gia nhập Đảng Cộng sản Trung Quốc đồng thời tham gia công tác cách mạng. Năm 1947, ông tham gia quân đội.
Năm 1955, ông được phong quân hàm Đại úy. Năm 1960, ông là thư ký Văn phòng Bộ Tư lệnh Quân khu Tế Nam. Năm 1965, ông được bổ nhiệm giữ chức Chính ủy Trung đoàn Pháo binh rồi Phó Chủ nhiệm Chính trị Sư đoàn. Năm 1969, ông được bổ nhiệm làm Phó Trưởng Ban Tuyên truyền, Cục Chính trị Quân khu Tế Nam. Năm 1976, ông được bổ nhiệm giữ chức Phó Chính ủy Sư đoàn 1 Độc lập, Quân khu Sơn Đông. Năm 1978, ông lại được bổ nhiệm làm Phó Trưởng Ban Tuyên truyền, Cục Chính trị Quân khu Tế Nam. Năm 1980, ông được bổ nhiệm giữ chức vụ Trưởng Ban Tổ chức, Cục Chính trị Quân khu Tế Nam. Từ năm 1982, ông đảm nhiệm chức vụ Phó Chính ủy Quân đoàn 67 Lục quân rồi Chính ủy Quân đoàn 67 Lục quân, Quân khu Tế Nam.
Năm 1984, ông được bổ nhiệm làm Trợ lý Chủ nhiệm Tổng cục Chính trị PLA. Năm 1985, ông được bổ nhiệm giữ chức Phó Chủ nhiệm Thường trực Tổng cục Chính trị PLA. Năm 1990, ông được bổ nhiệm làm Phó Bí thư Đảng ủy, Chính ủy Tổng cục Hậu cần PLA. Năm 1995, ông giải ngũ.
Năm 1998, ông được bổ nhiệm làm Phó Chủ nhiệm Ủy ban Pháp luật của Quốc hội khóa IX nhiệm kỳ 1998 – 2003.
Ông là Ủy viên Ban Chấp hành Trung ương Đảng Cộng sản Trung Quốc khóa XII, XIII, XIV. Ông cũng là đại biểu Quốc hội khóa VI (1983 – 1988), khóa IX (1998 – 2003).
Ngày 25 tháng 3 năm 2014, ông qua đời tại Bắc Kinh, ở tuổi 86.

## Lịch sử thụ phong quân hàm
| Quân hàm |             | Thượng tướng |  |  |  |  |  |  |  |  |  |
| Cấp bậc  | Trung tướng | Thượng tướng |  |  |  |  |  |  |  |  |  |
|          |             |              |  |  |  |  |  |  |  |  |  |